# Игошин, Анатолий Андреевич
Анатолий Андреевич Игошин (29 ноября 1908, Курган — 10 октября 1977, Иркутск) — советский учёный и партийный деятель, кандидат технических наук (1941), профессор (1967).

## Биография
Анатолий Игошин родился 29 ноября 1908 года в рабочей семье в городе Кургане Курганского уезда Тобольской губернии, ныне административный центр Курганской области.
Трудовую деятельность начал в 1929 году техником-триангулятором.
В 1937 году окончил Уральский горный институт, получив специальность горного инженера-маркшейдера. Работал в этом институте ассистентом. Занимался разработкой ряда вопросов горной геометрии и методики геометризации пластовых месторождений. В январе 1941 года в Свердловском горном институте защитил кандидатскую диссертацию на тему «Геометризация форм залегания месторождений ископаемых углей методом изолиний». Научным руководителем был основоположник горной геометрии академик П.И. Соболевский. В 1941 году утвержден в ученом звании доцента.
С 1941 по 1943 год находился на партийной работе: инструктор Свердловского обкома ВКП(б), заведующий отделом Карпинского горкома ВКП(б).
С 1943 года продолжил работу в Свердловском горном институте, где до 1946 года заведовал кафедрой маркшейдерского дела, а затем до апреля 1950 года работал заместителем директора института по учебной и научной работе
В июне 1950 года направлен на работу в Иркутский горно-металлургический институт заместителем директора по учебной и научной работе. С января 1952 года — директор, а затем ректор института. В 1960 году по ходатайству Игошина горно-металлургический институт реорганизован в политехнический институт. Одновременно он заведовал до 1961 года кафедрой маркшейдерского дела и геодезии.
А.А. Игошин был членом президиума Сибирского отделения Академии наук СССР. Возглавлял  правление Иркутского отделения Общества советско-монгольской дружбы и был председателем президиума правления Иркутского отделения Всесоюзного общества дружбы и культурных связей с зарубежными странами.
Анатолий Андреевич Игошин умер после очередной тяжёлой операции в Иркутске 10 октября 1977 года.

## Награды
- Орден Октябрьской Революции
- Орден Трудового Красного Знамени
- Два ордена «Знак Почёта»
- три медали СССР
- две медали Монгольской Народной Республики
- почетные знаки и грамоты правительственного уровня[1]

## Семья
Жена — Анна Ивановна, дочь.

## Память
- Первая улица, построенная в Студгородке (Свердловский округ Иркутска), называвшейся раньше «Студенческая», 10 октября 1979 года переименована в ул. Игошина.
- На доме № 10, в котором он жил, установлена мемориальная доска.
- Кафедра маркшейдерского дела, организованная при личном участии и инициативе А.А. Игошина в 1951 году и руководимая им десять лет, ежегодно проводит «Игошинские чтения».